# Dimítrios Partsalídis
Dimítrios Partsalídis (Trebizonda, 1905 – 22 de junho de 1980) foi um político da Grécia. Ocupou o cargo de primeiro-ministro da Grécia de 3 de Abril de 1949 até Outubro, 1950.

## Biografia
Partsalidis era um grego pôntico nascido em Trebizonda, Império Otomano. Durante a troca de populações entre a Grécia e a Turquia, Partsalidis foi expulso para a Grécia, assim como todos os membros da Igreja Ortodoxa Grega na Turquia.
Partsaldis logo se juntou ao Partido Comunista da Grécia e se envolveu na política. Em 1934, com o apoio dos cultivadores de tabaco, foi eleito prefeito de Cavala, sendo o primeiro membro do Partido Comunista a ser eleito prefeito de qualquer cidade grega. Seguiu-se uma onda de vitórias eleitorais em redutos comunistas e os eleitos foram apelidados de Prefeitos Vermelhos.
Em 3 de abril de 1949, durante a Guerra Civil Grega, Partsalidis tornou-se chefe do Governo Democrático Provisório formado pelos comunistas em áreas sob seu controle efetivo, sucedendo Nikos Zachariádis. Foi o último chefe do governo provisório e permaneceu no cargo até outubro de 1950 (no exílio após 28 de agosto de 1949). Na Batalha de Grammos-Vitsi, o Exército Democrático Grego (DSE) foi derrotado e foi forçado ao exílio para a União Soviética.
Em outubro de 1971, Partsalidis foi preso pela junta militar grega de 1967–1974 junto com Charalambos Drakopoulos. Partsalidis morreu em Atenas em 22 de junho de 1980. Ele publicou suas memórias em 1978.